# 李岳融
李岳融，中華民國外交官、政府官員。畢業於文藻外國語文專科學校西班牙語文科、淡江大學西班牙語文學系學士／歐洲研究所碩士，曾任駐巴拉圭大使館二等秘書、外交部中南美司加勒比海科長、外交部禮賓司交際科長、駐巴拉圭大使館副參事、外交部禮賓處副處長、駐秘魯臺北經濟文化辦事處公使銜代表、駐尼加拉瓜大使、外交部國會事務辦公室執行長等職務，現任駐墨西哥臺北經濟文化辦事處大使銜代表。

## 職業生涯
駐秘魯代表李岳融撰文「臺灣爭取支持參與2019年世界衛生大會及世界衛生組織」，於2019年3月31日、4月1日分別刊登在秘魯真理報、灰色利馬報（Lima Gris）與21媒體報（Prensa 21）。
2021年11月，李岳融擔任駐尼加拉瓜大使，並向該國外交部長孟卡達呈遞到任国书副本。12月，尚未向該國總統奧蒂嘉呈遞到任國書正本，尼加拉瓜即與中華民國斷交。